# 발레리 안드리체우
발레리 올렉산드로비치 안드리체우(우크라이나어: Валерій Олександрович Андрійцев, 1987년 2월 27일~)는 우크라이나의 레슬링 선수이다. 2012년 하계 올림픽 자유형 헤비급 은메달을 획득했고, 2014년 세계 선수권 대회에서 남자 자유형 헤비급 동메달을 획득했다.